# Anders Åberg
Anders Åberg (Göteborg, 4 settembre 1948 – 8 marzo 2020) è stato un attore svedese, vincitore del premio Guldbagge come miglior attore nel 1979.

## Biografia
Ebbe una carriera limitata a dodici interpretazioni tra pellicole cinematografiche e film televisivi, nel periodo compreso tra il 1979 e il 2000.

## Filmografia
- Kejsaren, regia di Jösta Hagelbäck (1979)

## Premi e riconoscimenti
Guldbagge
1979: - Miglior attore - Kejsaren